# Denny Kantono
Denny Kantono (född 12 januari 1970) är en indonesisk idrottare som tog brons i badminton tillsammans med Antonius Ariantho vid olympiska sommarspelen 1996 i Atlanta.